# Liste antiker Ortsnamen und geographischer Bezeichnungen/Tr
| Lateinischer Name                            | Griechischer Name                    | Beschreibung | Heute | Quellen und Verweise | Lage |
| -------------------------------------------- | ------------------------------------ | --- | --- | -------------------- | ---- |
| Tra                                          |                                      | | | Smith;               |      |
| Tracana                                      |                                      | | | Smith;               |      |
| Trachis                                      | Τραχίς (Trachis)                     | Hauptort des Volksstamms der Malier im Tal des Flusses Spercheios und am Fuß des südwestlich gelegenen Oite-Massivs                         | | Smith (1);           |      |
| Trachis Phocica                              | Τραχίς Φωκική (Trachis Phōkikē)      | kleine Stadt in der Phocis | | Smith (2);           |      |
| Trachonitis                                  | Τραχωνῖτις (Trachōnitis)             | Landschaft in Palästina | nordöstlich des See Genezareth in Syrien | Smith;               |      |
| Trachy                                       |                                      | | | Smith;               |      |
| Tractari                                     |                                      | | | Smith;               |      |
| Traelius                                     |                                      | | | Smith;               |      |
| Traens, Trais                                | Τράεις (Traeis)                      | Fluss in Bruttium | Trionto in Italien | Smith;               |      |
| Tragia                                       |                                      | | | Smith;               |      |
| Tragia                                       |                                      | | | Smith;               |      |
| Tragilus                                     |                                      | | | Smith;               |      |
| Tragurium                                    | Τραγούριον (Tragourion)              | Hafenstadt in Dalmatia | Trogir in Kroatien | Smith;               |      |
| Tragus                                       |                                      | | | Smith;               |      |
| Traia Capita                                 |                                      | | | Smith;               |      |
| Trais                                        |                                      | siehe Traens | |                      |      |
| Trajani Munimentum                           |                                      | | | Smith;               |      |
| Trajani Portus                               |                                      | | | Smith;               |      |
| Trajanopolis                                 |                                      | | | Smith;               |      |
| Trajanopolis                                 |                                      | | | Smith;               |      |
| Trajectum                                    |                                      | | | Smith;               |      |
| Trajectus                                    |                                      | | | Smith;               |      |
| Tralles, Dia, Charax                         | Τράλλεις (Tralleis)                  | Stadt in Karien | Aydın in der Türkei | Smith;               |      |
| Tralles                                      | Τράλλης (Trallēs)                    | Stadt in Phrygien | | Smith;               |      |
| Trallia                                      |                                      | | | Smith;               |      |
| Trallicon                                    |                                      | | | Smith;               |      |
| Trampya                                      |                                      | | | Smith;               |      |
| Transaquincum                                |                                      | möglicher Garnisonsort am pannonischen Donaulimes, vielleicht aber auch die Bezeichnung eines geographischen Gebiets gegenüber von Aquincum | Ruinen einer spätantiken Festung im Budapester Stadtteil Pest in Ungarn                                                                                                 |                      |      |
| Transcellensis Mons                          |                                      | | | Smith;               |      |
| Transducta                                   |                                      | | | Smith;               |      |
| Transmarisca                                 | Τρομάρισκα (Tromariska)              | Festung in Moesia inferior | Tutrakan in Bulgarien | Smith;               |      |
| Transmontani                                 |                                      | | | Smith;               |      |
| Trapezopolis                                 | Τραπεζόπολις (Trapezopolis)          | Stadt in Karien | südlich von Sarayköy in der Türkei | Smith;               |      |
| Trapezus                                     | Τραπεζοῦς (Trapezous)                | Stadt an der Küste von Pontos | Trabzon in der Türkei | Smith;               |      |
| Trapezus                                     | Τραπεζοῦς (Trapezous)                | Stadt in Arkadien | in der Nähe von Mavria | Smith;               |      |
| Trapezus Mons                                |                                      | | | Smith;               |      |
| Trarium                                      |                                      | | | Smith;               |      |
| Trasimenus                                   |                                      | | | Smith;               |      |
| Trausi                                       |                                      | | | Smith;               |      |
| Travus                                       |                                      | | | Smith;               |      |
| Treba, Trebiae, Trebia                       |                                      | Stadt in Umbrien | Trevi in Italien | Smith (1);           |      |
| Treba, Treba augusta, Trebia                 | Τρήβα (Trēba)                        | Stadt der Aequer in Latium | Trevi nel Lazio in Italien | Smith (2);           |      |
| Trebenna                                     | Τρεβέννα                             | Stadt in Lykien | Çağlarca bei Antalya |                      |      |
| Trebia                                       |                                      | Nebenfluss des Padus in Gallia cispadana | Trebbia, rechter Nebenfluss des Po | Smith;               |      |
| Trebula Balliensis                           |                                      | Stadt in Campania | Treglia in der Gemeinde Pontelatone in der Provinz Caserta in Kampanien                                                                                                 | Smith;               |      |
| Trebula Mutusca                              | Τρήβουλα (Trēboula)                  | | Monteleone Sabino in der Provinz Rieti in Latium | Smith (1);           |      |
| Trebula Suffenas                             | Τρήβουλα (Trēboula)                  | Stadt der Sabiner | möglicherweise in der Nähe des heutigen Passo della Fortuna, Ciciliano in der Provinz Rom in Latium                                                                     | Smith (2);           |      |
| Treia, Trea                                  |                                      | Stadt im Picenum | Treia in der Provinz Macerata in den Marken | Smith;               |      |
| Tremerus Ins                                 |                                      | | | Smith;               |      |
| Tremithus                                    |                                      | | | Smith;               |      |
| Tremula                                      |                                      | | | Smith;               |      |
| Trepontium                                   |                                      | | | Smith;               |      |
| Treres                                       |                                      | | | Smith;               |      |
| Trerus                                       |                                      | | | Smith;               |      |
| Tres Arbores                                 |                                      | | | Smith;               |      |
| Tres Tabernae                                |                                      | Ort in Latium | im Gebiet der heutigen Stadt Cisterna di Latina in Italien | Smith;               |      |
| Tres Tabernae                                |                                      | Ort in Gallien | Saverne im Elsass | Smith (2);           |      |
| Treta                                        |                                      | | | Smith;               |      |
| Tretum                                       |                                      | | | Smith;               |      |
| Tretum Prom                                  |                                      | | | Smith;               |      |
| Tretus                                       |                                      | | | Smith;               |      |
| Treva                                        | Τρηούα (Trēoua)                      | Stadt im nordwestlichen Germanien | vermutlich an der Mündung der Alster in die Elbe | Smith;               |      |
| Treventum                                    |                                      | | | Smith;               |      |
| Treveri                                      | Τριβηροί (Tribēroi)                  | Volksstamm der Kelten in Nordostgallien | | Smith;               |      |
| Trevidon                                     |                                      | | | Smith;               |      |
| Treviri                                      |                                      | siehe Treveri | |                      |      |
| Triacontaschoenus                            | Τριακοντάσχοινος (Triakontaschoinos) | nördlichste Region Nubiens | Gebiet zwischen dem ersten und dem zweiten Katarakt des Nils, südlich ab Syene dreißig Schoinen (auch ägyptische Meilen oder Iteru), überlappend mit dem Dodekaschoinos | Smith;               |      |
| Triaditza                                    |                                      | | | Smith;               |      |
| Triballi                                     |                                      | | | Smith;               |      |
| Triboci                                      |                                      | | | Smith;               |      |
| Tribola                                      |                                      | | | Smith;               |      |
| Tribulium                                    |                                      | | | Smith;               |      |
| Tribunci                                     |                                      | | | Smith;               |      |
| Tricaranum                                   |                                      | | | Smith;               |      |
| Tricasses                                    |                                      | | | Smith;               |      |
| Tricastini                                   |                                      | | | Smith;               |      |
| Tricca                                       | Τρίκκη (Trikkē)                      | Stadt in Thessalien | Trikala in Griechenland | Smith;               |      |
| Tricciana                                    |                                      | | | Smith;               |      |
| Tricesimae                                   |                                      | | | Smith;               |      |
| Tricesimum                                   |                                      | | | Smith;               |      |
| Trichonis Lacus                              |                                      | | | Smith;               |      |
| Trichonium                                   |                                      | | | Smith;               |      |
| Tricoloni                                    |                                      | | | Smith;               |      |
| Tricomia                                     | Τρικωμία (Trikōmia)                  | Stadt in Bithynien | zwischen dem İzmit und Kandıra in der Türkei |                      |      |
| Tricomia                                     | Τρικωμία (Trikōmia)                  | Stadt in Phrygien | westlich von Eskişehir in der Türkei | Smith;               |      |
| Tricomia                                     | Τρικωμία (Trikōmia)                  | Stadt in Syria | Salchad in Syrien |                      |      |
| Tricomia                                     | Τρικωμία (Trikōmia)                  | Stadt im Gau Arsinoites / Krokodeilopolites in Oberägypten                                                                                  | im al-Fayyūm |                      |      |
| Tricorii                                     |                                      | | | Smith;               |      |
| Tricornensii                                 |                                      | | | Smith;               |      |
| Tricornium                                   |                                      | | | Smith;               |      |
| Tricorythus                                  |                                      | | | Smith;               |      |
| Tricrana                                     |                                      | | | Smith;               |      |
| Tricrena                                     |                                      | | | Smith;               |      |
| Tridentini                                   |                                      | | | Smith;               |      |
| Tridentum                                    |                                      | | | Smith;               |      |
| Trieres                                      |                                      | | | Smith;               |      |
| Trierum                                      |                                      | | | Smith;               |      |
| Trifanum                                     |                                      | | | Smith;               |      |
| Trigaboli                                    |                                      | | | Smith;               |      |
| Trigisamum                                   |                                      | | | Smith;               |      |
| Triglyphon                                   |                                      | | | Smith;               |      |
| Trigundum                                    |                                      | | | Smith;               |      |
| Trileucum                                    |                                      | | | Smith;               |      |
| Trimammium                                   |                                      | | | Smith;               |      |
| Trimenothyra                                 |                                      | | | Smith;               |      |
| Trimontium                                   |                                      | | | Smith;               |      |
| Trimythus                                    |                                      | | | Smith;               |      |
| Trinacia                                     |                                      | | | Smith;               |      |
| Trinacria                                    | Τρινακρία (Trinakria)                | alter Name von Sizilien | | Smith;               |      |
| Trinasus                                     |                                      | | | Smith;               |      |
| Trinemeia                                    |                                      | | | Smith;               |      |
| Trinius                                      |                                      | Fluss in Samnium | Trigno in Italien | Smith;               |      |
| Trinobantes                                  |                                      | | | Smith;               |      |
| Trinurtium                                   |                                      | | | Smith;               |      |
| Triobris                                     |                                      | | | Smith;               |      |
| Triocala                                     |                                      | | | Smith;               |      |
| Triopium                                     |                                      | | | Smith;               |      |
| Triphylia                                    | Τριφυλία (Triphylia)                 | Landschaft an der Westküste der Peloponnes                                                                                                  | | Smith;               |      |
| Tripodiscus                                  |                                      | | | Smith;               |      |
| Tripolis                                     | Τρίπολις (Tripolis)                  | Hafenstadt in Phoenicia | Tripoli im Libanon | Smith;               |      |
| Tripolis                                     | Τρίπολις (Tripolis)                  | Festung in Polemoniacus | Tirebolu an der Schwarzmeerküste in der Provinz Giresun in der Türkei                                                                                                   | Smith (2);           |      |
| Tripolis                                     | Τρίπολις (Tripolis)                  | Fluss bei der pontischen Stadt Tripolis | Tirebolu Suyu bei der gleichnamigen Stadt und der Unterlauf des Harşit in der Türkei                                                                                    | Smith (2);           |      |
| Tripolis                                     | Τρίπολις (Tripolis)                  | Stadt in Makedonien | möglicherweise beim heutigen Drama in Nordgriechenland |                      |      |
| Tripolis                                     | Τρίπολις (Tripolis)                  | Gebiet in der Nähe von Megalopolis in Lakonien                                                                                              | bei Megalopoli auf dem Peloponnes | Smith (2);           |      |
| Tripolis                                     | Τρίπολις (Tripolis)                  | Gebiet in Arkadien nördlich Methydrion und Theisoa                                                                                          | nördlich von Methydrio und Theisoa auf der Peloponnes | Smith (1);           |      |
| Tripolis Larisaia                            | Τρίπολις (Tripolis)                  | Stadt östlich von Larissa | vielleicht beim heutigen Platykampos in Griechenland | Smith (3);           |      |
| Tripolis ad Maeandrum                        | Τρίπολις (Tripolis)                  | Stadt am Oberlauf des Maiandros in Phrygien                                                                                                 | östlich von Buldan in der türkischen Provinz Denizli | Smith (1);           |      |
| Tripolitana Regio                            |                                      | | | Smith;               |      |
| Tripontium                                   |                                      | | | Smith;               |      |
| Tripyrgia                                    |                                      | | | Smith;               |      |
| Trisanton                                    |                                      | | | Smith;               |      |
| Trisciana                                    |                                      | | | Smith;               |      |
| Trissum                                      |                                      | | | Smith;               |      |
| Tritaea                                      |                                      | | | Smith;               |      |
| Tritium Autrigonum                           |                                      | Stadt der Autrigonen in Hispania Tarraconensis                                                                                              | bei Monasterio de Rodilla in der Provinz Burgos in Spanien | Smith;               |      |
| Tritium Magallum, Tritium Metallum           |                                      | Stadt der Beronen in Hispania Tarraconensis                                                                                                 | Tricio in der spanischen Region La Rioja | Smith;               |      |
| Tritium Tuboricum                            |                                      | Stadt der Barduler in Hispania Tarraconensis                                                                                                | am Fluss Deva in Nordspanien | Smith;               |      |
| Triton, Tritonis Lacus, Tritonis Palus       |                                      | Fluss, See und Sumpfgebiet in Libyen | vermutlich der Chott el Djerid in Tunesien | Smith;               |      |
| Triton                                       |                                      | Fluss auf Kreta | | Smith;               |      |
| Triton                                       |                                      | Fluss in Böotien | | Smith;               |      |
| Triton                                       |                                      | Ort an der Propontis | bei Armutlu am Marmarameer in der Provinz Yalova (Provinz) in der Türkei                                                                                                |                      |      |
| Triton Promontorium, Poseideion Promontorium |                                      | Vorgebirge in der Propontis, unmittelbar nördlich des gleichnamigen Ortes                                                                   | |                      |      |
| Triturrita                                   |                                      | | | Smith;               |      |
| Triumpilini                                  |                                      | | | Smith;               |      |
| Trivicum                                     |                                      | | | Smith;               |      |
| Troas                                        | Τρῳάς (Trōas)                        | Landschaft südöstlich des Hellespont, Umgebung von Troia                                                                                    | Landschaft südöstlich der Dardanellen an der türkischen Küste | Smith;               |      |
| Trochoeides Lacus                            |                                      | | | Smith;               |      |
| Trochus                                      |                                      | | | Smith;               |      |
| Trocmada                                     |                                      | | | Smith;               |      |
| Trocmi                                       |                                      | | | Smith;               |      |
| Troes                                        |                                      | | | Smith;               |      |
| Troesa                                       |                                      | | | Smith;               |      |
| Troezen                                      |                                      | | | Smith;               |      |
| Troezen                                      |                                      | | | Smith;               |      |
| Trogilium                                    |                                      | | | Smith;               |      |
| Trogilium                                    |                                      | | | Smith;               |      |
| Trogitis                                     |                                      | | | Smith;               |      |
| Troglo                                       |                                      | | | Smith;               |      |
| Troicus Mons                                 |                                      | | | Smith;               |      |
| Troja, Troia, Ilium                          | Τροία (Troia), Ἴλιος (Ilios)         | Stadt in der Troas, sagenhafter Schauplatz des Trojanischen Krieges                                                                         | auf dem Siedlungshügel Hisarlık südlich der Dardanellen im Nordwesten der Türkei                                                                                        | Smith;               |      |
| Tronis                                       |                                      | | | Smith;               |      |
| Tropaea Augusti                              |                                      | | | Smith;               |      |
| Tropaea Drusi                                |                                      | | | Smith;               |      |
| Tropaea Pompeii                              |                                      | | | Smith;               |      |
| Trosmis                                      |                                      | | | Smith;               |      |
| Trossulum                                    |                                      | | | Smith;               |      |
| Truentum                                     |                                      | siehe Castrum Truentinum | |                      |      |
| Truentus                                     |                                      | | | Smith;               |      |
| Trutulensis Portus                           |                                      | | | Smith;               |      |
| Trybactra                                    |                                      | | | Smith;               |      |